# Gould Island (ö i Australien, Western Australia)
Gould Island är en ö i Australien. Den ligger i delstaten Western Australia, omkring 690 kilometer öster om delstatshuvudstaden Perth. Arean är 0,21 kvadratkilometer. Den sträcker sig 0,7 kilometer i nord-sydlig riktning, och 0,5 kilometer i öst-västlig riktning.
Genomsnittlig årsnederbörd är 791 millimeter. Den regnigaste månaden är juli, med i genomsnitt 123 mm nederbörd, och den torraste är februari, med 17 mm nederbörd.